# الشعر العربي في عصر صدر الإسلام

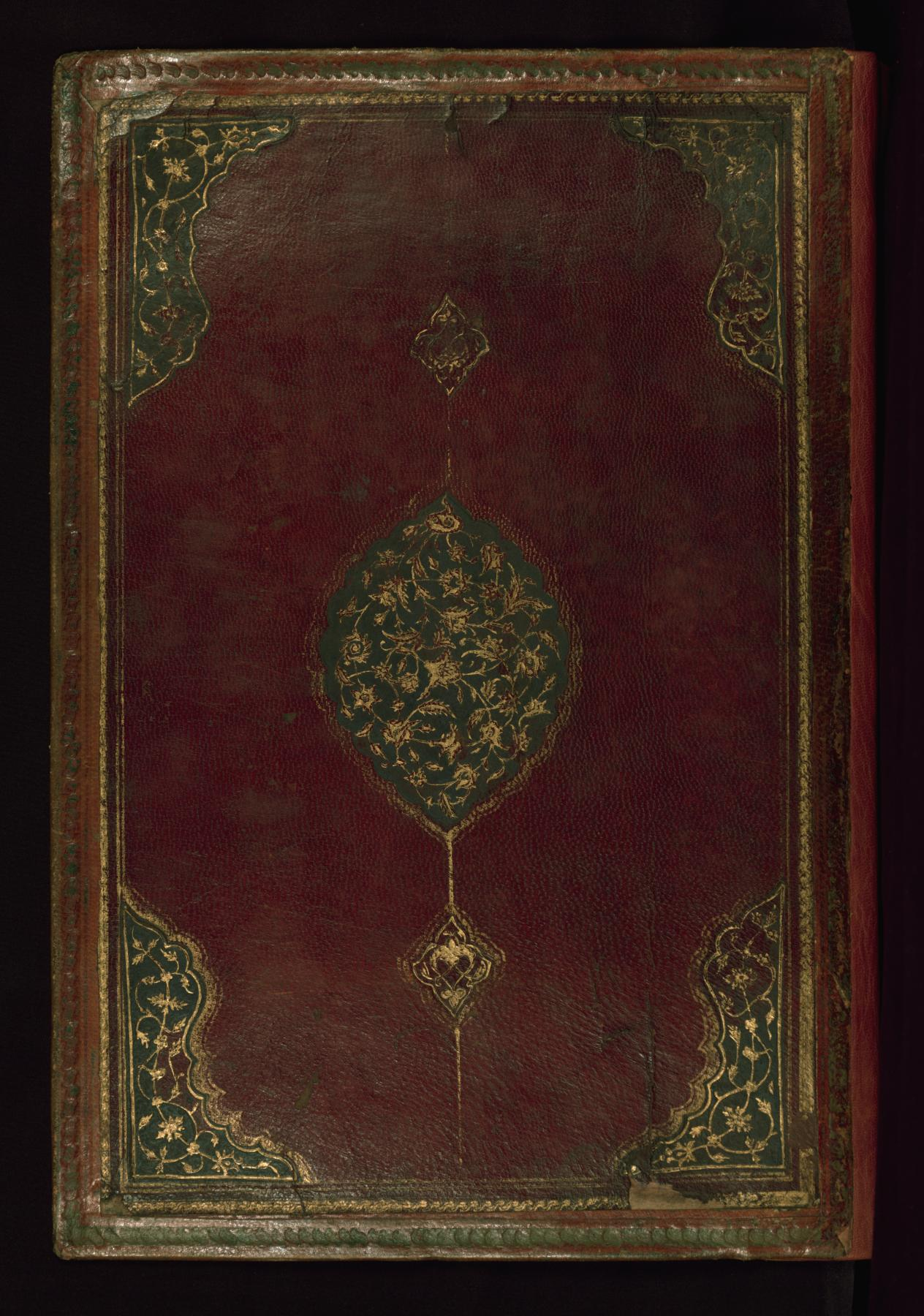
القرآن احتل المكانة الأولي في اهتمام العربي المسلم

قضية الإسلام والشعر يعرف العصر ما بين حكم الرسول والخلفاء الراشدين وعصر بني أمية بـ (عصر صدر الإسلام) وأدب تلك الحقبة هو أدب صدر الإسلام بقسميه الشعر والنثر.
عند النظر إلى ثقافة الجزيرة العربية والعربي قبل الإسلام، تجد أن الشعر هو المسيطر على أغلبية الحياة الثقافية؛ ومما لاشك فيه أن الشعر كان بمثابة السجل الذي تدون فيه الحياة العربية. ثم ظهر الإسلام وانتشر في الجزيرة العربية، فاصطدم العرب برسالة جديدة لم يألفوها وبكتاب بليغ لم يستطيعوا مجاراته، فخرست الألسنة وتراجعت مكانة الشعر والشعراء. بعد دخول الشعراء الإسلام حاول هؤلاء الشعراء محاكاة الدين الإسلامي شعرًا، إلا أنهم قد تسربلوا بعباءة الجاهلية، فخرج الشعر في معظمه جاهلياً بناءً، وإن استمد المعاني الإسلامية والمرادافات.

## موقف الإسلام من الشعر

### الأدلة
قال الله تعالى: (وَالشُّعَرَاء يَتَّبِعُهُمُ الْغَاوُونَ* أَلَمْ تَرَ أَنَّهُمْ فِي كُلِّ وَادٍ يَهِيمُونَ* وَأَنَّهُمْ يَقُولُونَ مَا لَا يَفْعَلُونَ*إِلَّا الذِينَ آمَنُواْ وَعَمِلِواْ الصَالِحَاتِ وَذَكَرُواْ اللهَ كَثِيرًا وانْتَصَرُواْ مِنْ بَعْدِ مَا ظُلِمُواْ وَسَيَعْلَمُ الذِينَ ظَلَمُواْ أَيَّ مُنْقَلَبٍ يَنْقَلِبُونَ)
قال الرسول ﷺ:
- «إنَّ من الشعر لحكمة»
- «أصدق كلمة قالها شاعر كلمة لبيد (ألا كل شيء ما خلا الله باطل)»
- قال النبي ﷺ لحسان «هاجهم وجبريل معك»
- باب ما يكره أن يكون الغالب على الإنسان الشعر حتى يصده عن ذكر الله والعلم والقرآن:

عن ابن عمر عن النبي ﷺ«لأن يمتليء جوف أحدكم قيحاً خير له من أن يمتليء شعراً» 

### نقد الأدلة
- ظن كثير من الناس قديما أن المقصود بالآية الكريمة ذم الشعراء المشركين الذين كانوا يهجون النبي فقط.[3] ومما زاد في ذلك الاعتقاد الاستثناء بقوله تعالى «إِلَّا الذِينَ آمَنُواْ وَعَمِلِواْ الصَالِحَاتِ وَذَكَرُواْ اللهَ كَثِيرًا وانْتَصَرُواْ مِنْ بَعْدِ مَا ظُلِمُواْ»[4] إلا أن المقصود في الآية الكريمة طريقة الشعراء، ليس الشعراء أنفسهم، فجاء ذكر أنهم يتبعهم الفاسدون، لأنهم يقولون ما لا يفعلون من هجاء للناس أو مدح الزيف أو وصف للخمر أو غيرها من الأغراض التي تعارض دعوة الإسلام، خاصة الهجاء الفاحش الذي كان يهجوه كفار قريش للنبي ﷺ وتشكيكهم في دعوته ورسالته.
- ذكر القرآن الصفات التي يقبلها من الناس عامة ومن الشعراء خاصة وهي: الإيمان بالله قولا وعملا، لا يشغلهم الشعر عن ذكر الله وقراءة القرآن وفهم السنة، ثم إنهم بهذا الشعر لا يبغون؛ بل يدافعون عن الله ورسوله وعن أنفسهم ليردوا ظلم الناس لهم بالحق.
- الأدلة التي جاءت من السنة النبوية جاءت لتساند وتعضد النص القرآني ففي قول النبي ﷺ (إن من الشعر لحكمة)، وإعجابه بشعر لبيد، وحثه لحسان بن ثابت على الرد عنه وهجاء قريش؛ كلها تؤكد ضرورة (أسلمة الشعر) أي جعل الشعر يخرج من مصنع الإسلام بخامات إسلامية ليعبرعن قيم الإسلام وتعاليمه.
- أما تحذير الإسلام من أن يكون ما يغلب على الإنسان الشعر هو شيء طبيعي، بعد أن تصدر القرآن الكريم والسنة النبوية الاهتمام الغالب للإنسان المسلم، فكان غلبة الشعر على الفرد حتى ينسيه ذكر الله هو عودة للجاهلية بأخلاقها المذمومة وعاداتها التي أعلن الإسلام الحرب عليها «فذلك أن الصدي القوي الذي رنَّ في أسماع العالمين بكنة الرسالة الجديدة وفلسفتها، كان جديرا بأن يوقف أساليب القول والتفكير إلا في هذه الرسالة نفسها».[5]
- ومما يزيد من صحة القول أن البخاري نفسه وضع عنوان الباب عن كراهة أن يكون الغالب على الإنسان الشعر حتى يصده عن ذكر الله.
- لقد فهم الصحابة ذلك فهما جيدا؛ فلقد حرص الخلفاء الراشدون على تعليم الناس القرآن فهو خير من الشعر، ومع ذلك لم يهملوا الشعر.[6] ذكروا أن غالبا أبا الفرزدق الشاعر جاء بابنه وهو غلام إلى علي بالبصرة، وقال له: «إن ابني هذا من شعراء مضر فاسمع له» فأجابه علي: «علمه القرآن»[7] على أنه قد ازدادت الحاجة إلى الشعر لما عمدوا إلى تفسير القرآن لمعرفة غريب الألفاظ أو بعض المعاني قال الخلفاء الشعر، فقد روي لأبي بكر قصيدة حماسية، وروي لعمر أبيات في الحكمة، وكذلك لعثمان؛ أما علي فالمروي من شعره كثير بعضه قاله في صفين؛ وكان الخلفاء يمنعون الشعراء من هجوم وهجو الإسلام والمسلمين وأشدهم الفاروق عمر، فقد أخذ عهدا على الحطيئة ألا يهجو رجلا مسلما.[8]

وهكذا قام الإسلام ورجاله بمنع الشعر البذيء الذي لايتفق مع الإسلام أو انشغال الفرد المسلم بالشعر عن أمور دينه.

## القول بضعف الشعر
- الآراء

1. «نعترف بأن الشعر قد خبت جذوته وتوارت بلاغته في إبان البعثة النبوية وخلالها. لقد توراى الشعر وتحامى إنشاده بالشكل الذي تعودوا أن ينشئوه وينشدوه قبل البعثة المحمدية بقليل» [9]
2. «ومضى كثيرون ينظمون في هذا العصر لامع الأحداث، بل مع أنفسهم وقبائلهم مستضيئين إلى حد كبير بالإسلام وهديه الكريم، فالشعر لم يتوقف، ولم يتخلف في هذا العصر... ومن يرجع إلى كل هذه المصادر يستقر في نفسه أن الشعر ظل مزدهرا في صدر الإسلام» [10]

يعد الرأيان البارزان في قيمة الشعر من حيث القوة والضعف في عصر صدر الإسلام:
- رأي يقول بضعف الشعر وأول من أثاره ابن سلَّام في كتابه «طبقات فحول الشعراء»: «فجاء الإسلام وتشاغلت عن الشعر العرب، وتشاغلوا بالجهاد وغزو فارس والروم، ولهت عن الشعر وروايته فلما كثر الإسلام، وجاءت الفتوح.وأطمأنت العرب بالأمصار راجعوا رواية الشعر، فلم يؤولوا إلى ديوان مدون ولا كتاب مكتوب، وألفوا ذلك وقد هلك من العرب من هلك بالموت والقتل، فحفظوا أقل ذلك وذهب عليهم منه كثير» [11] ؛ ونقد ابن سلَّام لشعر حسان بن ثابت في الجاهلية والإسلام وسقوط شعر حسان - من وجهة نظر ابن سلَّام - في الإسلام، وتابعه في ذلك ابن خلدون وغيره إلى العصر الحديث ومنهم أحمد الزيات ومصطفى الشكعة وغيرهم.
- أما الرأي الثاني الذي يمثله شوقي ضيف فيرى أن الشعر ازدهر ويؤكد رأيه بالعديد من النماذج التي تزخر بها كتب الأدب وكثرة عدد الشعراء في تلك الفترة، ومواكبتهم للدعوة الإسلامية.
- أرى أنه احقاقا للحق وطبقا لما سبق من أن الشعر عامة قد ضعف وأن غالبية الأغراض قد قلت إن لم تكن ندرت، عدا بعض الأغراض التي أملتها ظروف الدولة في ذلك العصر كشعر الفتوح وشعر التهاجي بين المسلمين والمشركين وشعر الدفاع عن الرسول. وكان من أهم أسباب ذلك الضعف عدم سهولة التكيف على تعاليم الإسلام الجديدة سلوكا، فما بالنا بصياغة ذلك شعرا. لقد ظل الشعراء ينتهجون الأسلوب الجاهلي صورا وأخيلة عدا إدخال بعض الألفاظ للمرادفات الإسلامية في بداية عهد الرسول، فبجير بن زهير وإن كان أسلم عقيدة وأعمق إيمانا إلا أنه يقول شعرا ممزوجا بين أسلوب الجاهلية والمعاني الإسلامية:

وهناك الحطيئة الذي التزم بمدرسة الجاهلية أسلوبا ومنهجا، فهو التزم منهج الهجاء حتى لقد هجا أمه وامرأته وبنيه حتى نفسه. وبتصور المحاولات والزمن أصبح «الشعر مكتسيا ثوب الإيمان ملتزما المعاني الإسلامية... جانحا إلى أسلوب الشعر الجاهلي»
وهذا ليس عيبا في الشعراء وإنما هم كانوا يحاولون صياغة الأشعار على النمط الإسلامي إلى أقصى درجة ممكنة؛ ولكن لصغرة مدة الرسالة المحمدية، بالإضافة إلى عدم إسلام الشعراء جميعهم وقت بداية الرسالة كان من أهم الأسباب التي أدت إلى بطيء تطور الشعر في ذلك العصر.
فكعب بن زهير أسلم في بداية الأمر تخوفا من القتل، ولذلك نرى في لاميته المشهورة المدح الجاهلي والقصيدة كلها بدءا من البداية الغزلية إلى النهاية جاهلية الأسلوب، فأكثر أبياتها مجرد مدح لا يكاد يرتفع إلى مقام الممدوح وهو سيد الرسل؛ وكأن الممدوح هو محمد القرشي لا محمدا الرسول.:
...
وكذلك حسان بن ثابت وكعب بن مالك حين يهجوان المشركين يتبعان الأسلوب الجاهلي من حيث ذكر الأحساب والأنساب والأيام وغيرها. يقول حسان:
"ومن المؤكد أن حسانا وكعبا كانا يرميان قريشا عن بصيرة حين غلبت على هجائهما صورة الهجاء القديمة، لأنها هي التي كانت تؤذي نفوس القرشيين المكيين، ولو أنهما رمياهم بالشرك وعبادة الأوثان لما نالا منهم، إذ كانت تلك عقيدتهم وكانوا يعتزون بها، ومن ثم اتجه حسان وكعب
هذة الوجهة، فطعنا في الأحساب والأنساب، وعيَّرا ساداتهم وفرسانهم بالفرار من الحرب، وتوعداهم بالبلاء المستطير؛ وطبيعي لذلك أن لا نجد عندهما تأثرا واضحا بمثالية القرآن الكريم في ذم المشركين إذ نراه - أي القرآن - خاليا من الشتم والسباب والطعن في الأعراض والأحساب، وأيضا فإنه لا يتعود المشركين بحرب مبيرة تأتي على الشيب والشبان؛ إنما يتوعدهم بالنار، ومع ذلك يفتح الأبواب واسعة لرحمة الله وغفرانه وتوبته على المشركين الذين يثوبون إلى عقولهم ويدخلون في دينه الحنيف " وأيما كان فقد كان من الطبيعي أن يضعف الشعر الذي أحس بضآءلته أمام أسلوب القرآن المعجز فلقد "توارى الشعر خجلا وآثر الانزواء حياء أمام دوِّي الدعوة الجديدة ".
- وكان من غير الممكن أن يظل الشعر قويا مزدهرا مع انتشار الإسلام وتعاليمه، إذ كان لابد من أن يتعارضا، فالعربي عقد موازنة بين الشعر القديم وقيَّمه وأفكاره وبين الإسلام وتعاليمه وقواعده وأركانه، وكان التفوق في ذلك الوقت للإسلام وقيَّمه وأفكاره، خاصة وأن الشعر كان يعارض - في أغلب موضوعاته - قيم الإسلام وموضوعاته من تعرض للأنساب، وإثارة للحقد والضغائن، ووصف الخمر... وغيرها.

«فلبيد بن ربيعة قد أدرك الإسلام وهوكبير السن، قد استوت له ملكاته واستوي له اتجاهه الفني... وشغل بالقرآن فاختلف تأثره بالإسلام عن تأثر غيره من الشعراء فإذا هو يحرِّم على نفسه الشعر ويجتزيء بالقرآن الكريم عنه»  وغيره من العرب وليس بقولنا بضعف الشعر اتهام للإسلام بأنه السبب؛ بل السبب الشعر في حد ذاته - بمعني أدق طبيعة موضوعات الشعر - والشعراء أنفسهم واختلاف الفترتين: العصر الجاهلي والعصر الإسلامي .

## الشعراء المخضرمون ودورهم في شعر صدر الإسلام
الخضرمة قيل هذا المعنى لكل من أدرك الجاهلية والإسلام: مخضرم؛ لأنه أدرك الخضرمتين: خضرمة الجاهلية وخضرمة الإسلام . ورجل مخضرم: لم يختتن . ورجل مخضرم إذا كان نصف عمره في الجاهلية ونصفه في الإسلام . وشاعر مخضرم: أدرك الجاهلية والإسلام مثل لبيد وغيره ممن أدركهما.
فهم الذين واجهوا الإسلام وحياة جديدة بعد أن عاشوا في الجاهلية وتأثروا بها، فالخضرمة الشيئين المختلفين وهم مخضرمون لأنهم عاصروا وعاشوا في عصريين مختلفين؛ ومن المحقق أن الإسلام قد أثَّر فيهم، في عقيدتهم، وفي حياتهم، ولكن إلى أي مدى .
- «من يقرأ أشعار المخضرمين متصفحا ما نثر في كتب التاريخ والأدب يجد جمهور الشعراء يصدَّرون في جوانب من أشعارهم عن قيم الإسلام الروحية التي آمنوا بها وخالطت شغاف قلوبهم؛ ولشعراء المدينة القدح المعلى في هذا الميدان، فهم الذين وقفوا مع الرسول - ص- منذ نزوله بين ظهرانيهم ينافحون عنه ويدافعون عن دعوته مصورين لهديه الكريم، يتقدمهم حسان بن ثابت وكعب بن مالك وعبد الله بن رواحة، وكان عبد الله خاصة دائم الاستمداد من القرآن ...»[22] ومن هؤلاء:

### حسان بن ثابت
حسان بن ثابت بن المنذر من الخزرج . يقال أنه عاش في الجاهلية ستين سنة وفي الإسلام ستين أخرى؛ تردد حسان قبل الإسلام على بلاط الغساسنة، وكان لسان قومه في الحروب التي نشبت بينهم وبين الأوس في الجاهلية، ومن ثمَّ اصطدم بالشاعرين الأوسين: قيس بن الخطيم، وأبى قيس بن الأسْلت.
- كان حسان شديد العصبية لقومه، فلا يكاد يتعرض لهم أحد بسوء حتى ينبري للذياد عنهم بشعره، فيشيد بمناقبهم ويهجو أعداءهم، وهذه العصبية تفسر لنا غلبة الهجاء والفخر على شعره الجاهلي. وقد بلغ أنه طلَّق زوجته «عمره» الأوسية لأنها عيَّرته بأخواله.

كان يختلف إلى مجالس الشرب واللهو، ليعاقر الخمر ويستمع إلى غناء القيان، وكان شديد الولع بالخمرة، يتلف ماله في طلبها ولولاها لكان خليقا بأن يكون ذا مال وثراء:
حسان في الإسلام عندما يدخل حسان الإسلام بعد هجرة الرسول حتى إذا أخذ شعراء قريش في هجاء الرسول - ص- وصحبه من المسلمين أنبرى لهم بلاذع هجائه، وكان رسول الله يحثُّه على ذلك ويدعو له بمثل اللهم أيَّده بروح القدس، واستمع إلى بعض هجائه لهم فقال: «لهذا أشد عليهم من وقع النبل» كما سبق أن ذكرنا في الأدلة، وكان أيضا لم يكن يهجوهم بالكفر إنما كان يهجوهم بالإيام التي هُزِمُوا فيها ويعيِّرهم بالمثالب والأنساب.
سمي حسان شاعر الإسلام ورسوله الكريم، فقد عاش يدافع عن الرسول والمسلمين، فهو حين يرد على شاعر وفد بني تميم الزبرقان بن بدر يقول:
...
منزلته الشعرية أتفق الرواة والنقاد على أنه أشعر أهل المدر في عصره وأنه أشعر اليمن قاطبة، وقد خلَّف ديوانا ضخما رواه ابن حبيب، غير أن كثيرا من الشعر المصنوع دخله؛ أما الباحثون المحدثون فقد اختلفت أحكامهم على حسان فبروكلمان يرى فضل انتشاره إلى غرضه النبيل وهوالمنافحة عن الرسول وأن شعره يدنو من حد الابتذال.

### كعب بن زهير
أبوه زهير بن أبي سلمى من فحول الشعراء في الجاهلية، وهما من قبيلة مزينة. وقد تلقن الشعر عن أبيه، ومعروف أن كعبا وبجيرا أخاه والحطيئة أدركوا الإسلام، وكان أسبقهم إلى الدخول فيه بجير؛ وقد هجاه أخوه كعبا حينئذ هجاء شديدا تأذى منه رسول الله:
كانت قريش تسمي النبي الأمين والمأمون .
وما زال كعب على وثنيته، إلى فتح مكة فيسلم بعد أن أهدر النبي دمه، ويستشفع لنفسه عند النبي بلاميته المشهورة (بانت سعاد)، فكساه النبي بُردة؛ اشتراها معاوية من ابنائه بعد ذلك بعشرين ألف درهم. ويستهلها - أي القصيدة - بالغزل، ثم يصور خوفه من رسول الله وأمله في أن يعفُ عنه، ثم يمدح المهاجرين.

### الحطيئة
اسمه جَرْول، ولقب بالحطيئة لقصره ودمامته، ونشأ مغموزا في نسبه، وجعله ذلك قلقا مضطربا بالإضافة إلى ضعف جسمه وقبح وجهه، وقد لزم زهير يعلَّمه أحكام الشعر. ويضيء الإسلام في الجزيرة فلا يسارع إليه، ومن هنا احتلف الرواة هل قدم على رسول الله ﷺ بعد فتح مكة فأعلن اسلامه على شاكلة كعب، أم أنه تأخر إسلامه ؛ على إنه التزم الصمت أو كاد في عصر النبوة، وما أن انتقل الرسول ﷺ إلى الرفيق الأعلى حتى ألحَّت عليه نوبة من الردة فقال :

وقد عاد إلى الإسلام .
وأغلب شعر الحطيئة يدور في المديح والهجاء، وكان يمدح سادة القبائل بشعره منذ نشا في الجاهلية من أمثال عيينة بن حصن الفزاري، وزيد الخيل وكان غيره من الشعراء يصنعنون صنيعه؛ وحادثته مع الزبرقان بن بدر هي التي شوَّهته، ذلك أنه لقيه في عهد عمر بن الخطاب يؤم المدينة وكان على صدقات قومه، فلما عرفه دلَّه على داره حيث زوجه وعشيرته، فنزل بأهله وفزع بنو أنف الناقة (خصوم الزبرقان)، وأفسدوا العلاقة بينهما وضموا الحطيئة إليهم فمدحهم معرضا بالزبرقان:
ورفع الزبرقان أمره إلى عمر، فحبسه، فاستعطفه بأبياته المشهورة:
فلان له عمر، فعفا عنه بعد أن أخذ عليه العهد أن لا يعود إلى الهجاء ويقال أنه أشترى منه أعراض المسلمين بثلاثة الآف درهم. ؛ ولكنه يعود بعد وفاة عمر مرة أخرى.

### لماذا الاختلاف
- وعلى ما سبق أن ذكرنا  من ترجمة الشعراء الثلاثة حسان وكعب والحطيئة الذين امتد شعرهم من الجاهلية إلى الإسلام هناك تأثرًا بدعوة الإسلام إلى درجة عالية عند حسان، واقتباس بعض الألفاظ عند كعب، والحطيئة عاش جاهليا في الإسلام -نسبة إلى اسلوب الشعر-.
- يرجع ذلك التفاوت إلى الأسبقية في الإسلام، والموهبة الشعرية المختلفة، والاستعداد لتقبل الدعوة الجديدة طبقا لظروف الشاعر في الجاهلية، فالحطيئة الذي كان معروفا بالهجاء في الجاهلية لم يستطع أن يتخلص بصورة نهائية من الهجاء، وإنما حبسه بعض الوقت، وكعب بن زهير اقتبس معظم أشعاره في الإسلام من المعجم الإسلامي قليلا ومن الأسلوب الجاهلي كثيرا؛ «عكس حسان بن ثابت الذي سقط بعض شعره لمحاولته تطويع الشعر للمعاني الإسلامية، وانتحاء أسلوب إسلامي وموضوعات إسلامية خالصة» [38]

## ثبت المصادر والمراجع
1. ↑  القرآن الكريم الآيات (221 إلى 227 ) سورة الشعراء
2. ↑  البخاري ( صحيح البخاري ) تحقيق طه عبدالرءوف الدار الذهبية من ص 1261إلى ص 1263
3. ↑  شوقي ضيف (العصر الإسلامي) دار المعارف ط12 ص 44
4. ↑  القرآن الكريم الآية 227 من سورة الشعراء
5. ↑  مصطفى الشكعة "الأدب في موكب الحضارة الإسلامية" كتاب الشعر دار الكتاب اللبناني بيروت ص 91
6. ↑  جرجي زيدان "تاريخ آداب اللغة العربية" المجلد الأول، منشورات دار مكتبة الحياة، بيروت، ص 191
7. ↑  ابن كثير، البداية والنهاية، الجزء التاسع، تحقيق أحمد عبدالوهاب فتيح، دار الحديث، القاهرة، ص 271
8. ↑  مصطفي الشكعة ( الأدب في موكب الحضارة الإسلامية ) ص 91 .
9. ↑  مصطفى الشكعة ( الأدب في موكب الحضارة ) ص 91 .
10. ↑  شوقي ضيف، العصر الإسلامي، ص 42 ، 43
11. ↑  محمد بن سلَّام الجمحي ( طبقات فحول الشعراء ) تحقيق محمود محمد شاكر، السفر الأول، مطبعة المدني، القاهرة ص 25
12. ↑  مصطفى الشكعة ( الأدب في موكب الحضارة الإسلامية ) ص 98
13. ↑  مصطفى الشكعة ( الأدب في موكب الحضارة ) ص 98
14. ↑  مصطفى الشكعة ( الشعر في موكب الحضارة الإسلامية ) ص 100
15. ↑  كعب بن زهير، شرح ديوان كعب بن زهير، شرح الحسن السكري نسخة مصورة عن طبعة دار الكتب الدار القومية للطباعة والنشر القاهرة 1369 ه 1950 م من ص 6 إلى ص 25 .
16. ↑  حسان بن ثابت ( ديوان حسان بن ثابت الأنصاري ) شرح يوسف عيد دار الجبل بيروت ص
17. ↑  شوقي ضيف، العصر الإسلامي، ص 50
18. ↑  مصطفى الشكعة، الأدب في موكب الحضارة الإسلامية، ص 92
19. ↑  طه حسين ( من تاريخ الأدب العربي ، العصر الجاهلي والعصر الإسلامي) دار العلم للملايين بيروت ص 465
20. ↑  أبو الفضل جمال الدين محمد بن مكرم ابن منظور، لسان العرب، دار صادر ج 12 2003م نسخة إلكترونية حرف الخاء مادة (خضرم)، ص 185 http://www.islamweb.net/newlibrary/display_book.php?idfrom=2216&idto=2216&bk_no=122&ID=2218 نسخة محفوظة 2020-09-17 على موقع واي باك مشين.
21. ↑  طه حسين، من تاريخ الأدب العربي، ص 465
22. ↑  شوقي ضيف، العصر الإسلامي، ص 68
23. ↑  احسان النص، حسان بن ثابت . حياته وشعره، دار الفكر الحديث، لبنان، ص 34 .
24. ↑  شوقي ضيف، العصر الإسلامي، ص 77 .
25. ↑  احسان النص، حسان بن ثابت . حياته وشعره، ص 34
26. ↑  شوقي ضيف، العصر الإسلامي، ص 79
27. ↑  الموسوعة العالمية للشعر العربي، ديوان حسان بن ثابت http://www.adab.com/modules.php?name=Sh3er&doWhat=shqas&qid=12926 نسخة محفوظة 2017-01-09 على موقع واي باك مشين.
28. ↑  كارل بروكلمان ( تاريخ آداب الشعوب العربية )ج1 ص 210
29. ↑  شوقي ضيف، العصر الإسلامي، ص 84
30. ↑  كعب بن زهير، شرح كعب بن زهير، شرح الحسن السكري ص 2
31. ↑  شوقي ضيف، العصر الجاهلي، ص 96
32. ↑  الحطيئة ( ديوان الحطيئة ) الموسوعة العالمية للشعر العربي https://www.adab.com/AlHutaia نسخة محفوظة 2021-11-20 على موقع واي باك مشين.
33. ↑  موسوعة الأدب العربي، ديوان الحطيئة https://الأدب.com/wiki/تصنيف:ديوان_الحطيئة نسخة محفوظة 2022-12-05 على موقع واي باك مشين.
34. ↑  مصطفى الشكعة، الأدب في موكب الحضارة الإسلامية، ص 98
35. ↑  الحطيئة ( ديوان الحطيئة ) http://www.adab.com/modules.php?name=Sh3er&doWhat=shqas&qid=18429 نسخة محفوظة 2019-09-08 على موقع واي باك مشين.
36. ↑  الحطيئة ( ديوان الحطيئة ) http://www.adab.com/modules.php?name=Sh3er&doWhat=shqas&qid=18471&r=&rc=43 نسخة محفوظة 2016-03-04 على موقع واي باك مشين.
37. ↑  شوقي ضيف، العصر الإسلامي، ص 97
38. ↑  احسان النص (حسان بن ثابت . حياته وشعره) ص 212